# Micropsie
 Mise en garde médicale
La micropsie est une affection de la perception visuelle humaine dans laquelle des objets sont perçus plus petits qu'ils ne le sont en réalité.
La micropsie peut être causée soit par une distorsion optique de l'image à partir de l'œil (à cause de lunettes ou autres types de verre) ou par une dysfonction neurologique. Les facteurs connus pour causer ce type de dysfonction incluenttraumatisme crânien, gonflement de la cornée, épilepsie, migraines, utilisation de stupéfiants, hallucinations, œdème rétinien, syndrome maculaire, lésion cérébrale (accident vasculaire cérébral) et facteurs psychologiques. Des phénomènes dissociatifs sont liés à la micropsie, pouvant être le résultat de troubles d'une asymétrie cérébrale.
Les types spécifiques de micropsie incluent l'hémimicropsie, une forme de micropsie localisée dans l'un des hémisphères du cerveau et pouvant être causé par des lésions. D'autres dysmétropsies, distorsions visuelles incluent la macropsie, une condition moins répandue exposant les effets inverses de la micropsie et le syndrome d’Alice au pays des merveilles, une condition pouvant inclure les symptômes de la micropsie et de la macropsie.

## Prévalence
La micropsie est la plus commune des distorsions visuelles.